# Parsonz
Parsonz ⓘ, deutsch früher Präsanz, war eine Gemeinde im Kanton Graubünden des Bezirks Albula in der Schweiz, die am 1. Januar 1979 zusammen mit Riom zur neuen Gemeinde Riom-Parsonz fusionierte. Seit 2016 gehört der Ort zur Gemeinde Surses. Parsonz liegt auf einer westlichen Terrasse im Oberhalbstein.

## Geschichte

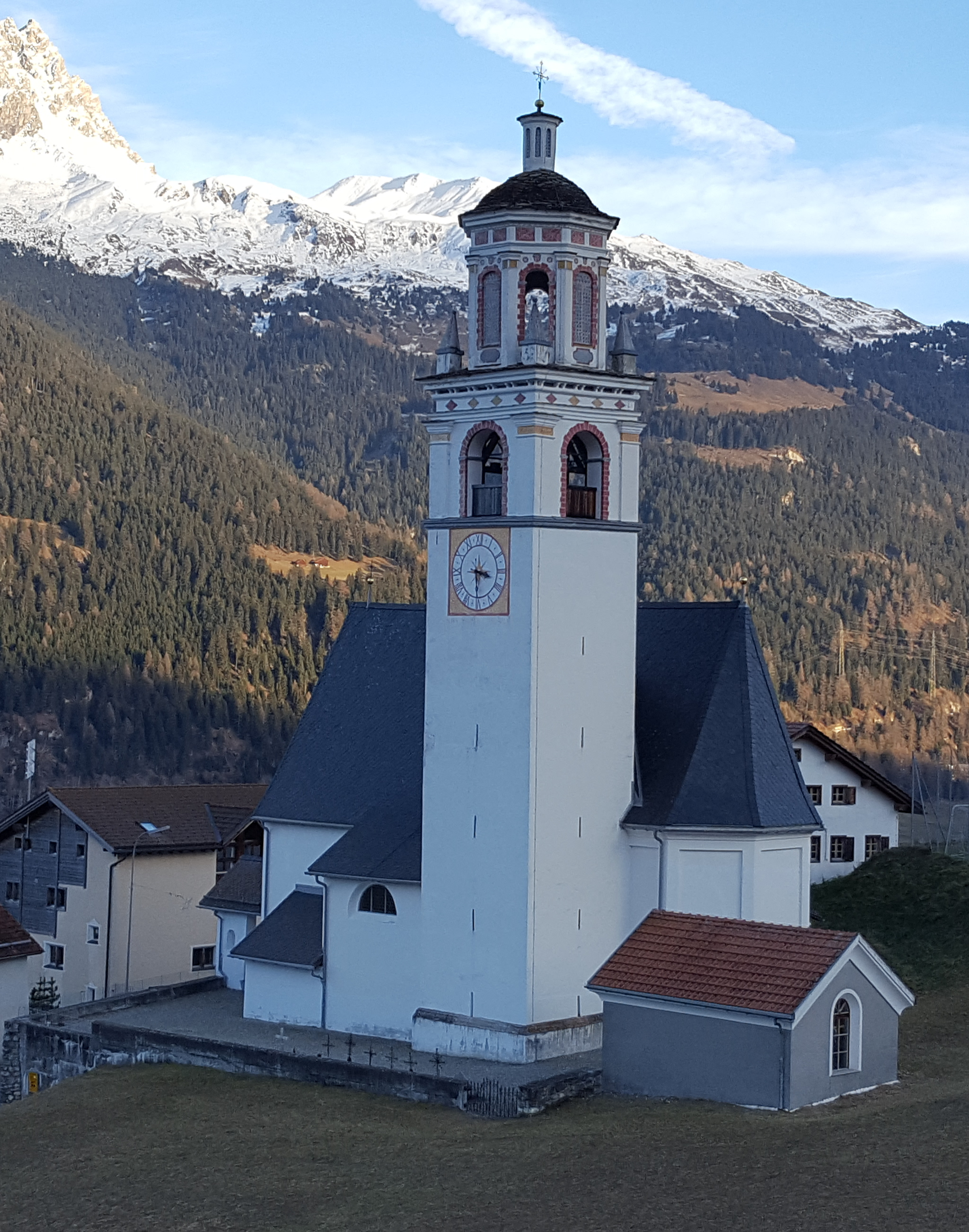
Pfarrkirche St. Niclo

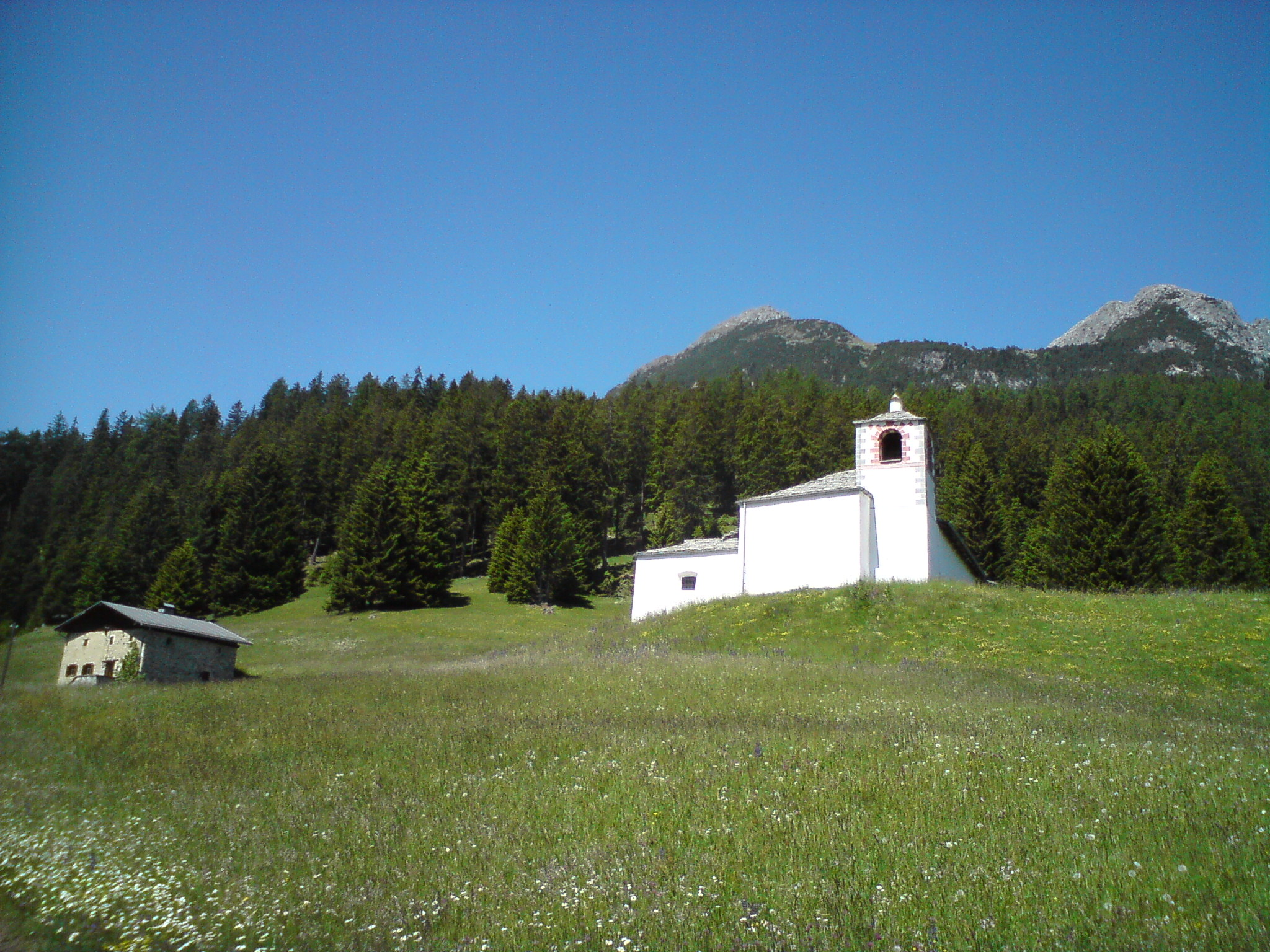
Kapelle St. Bartholomäus und St. Mauritius, Salaschigns

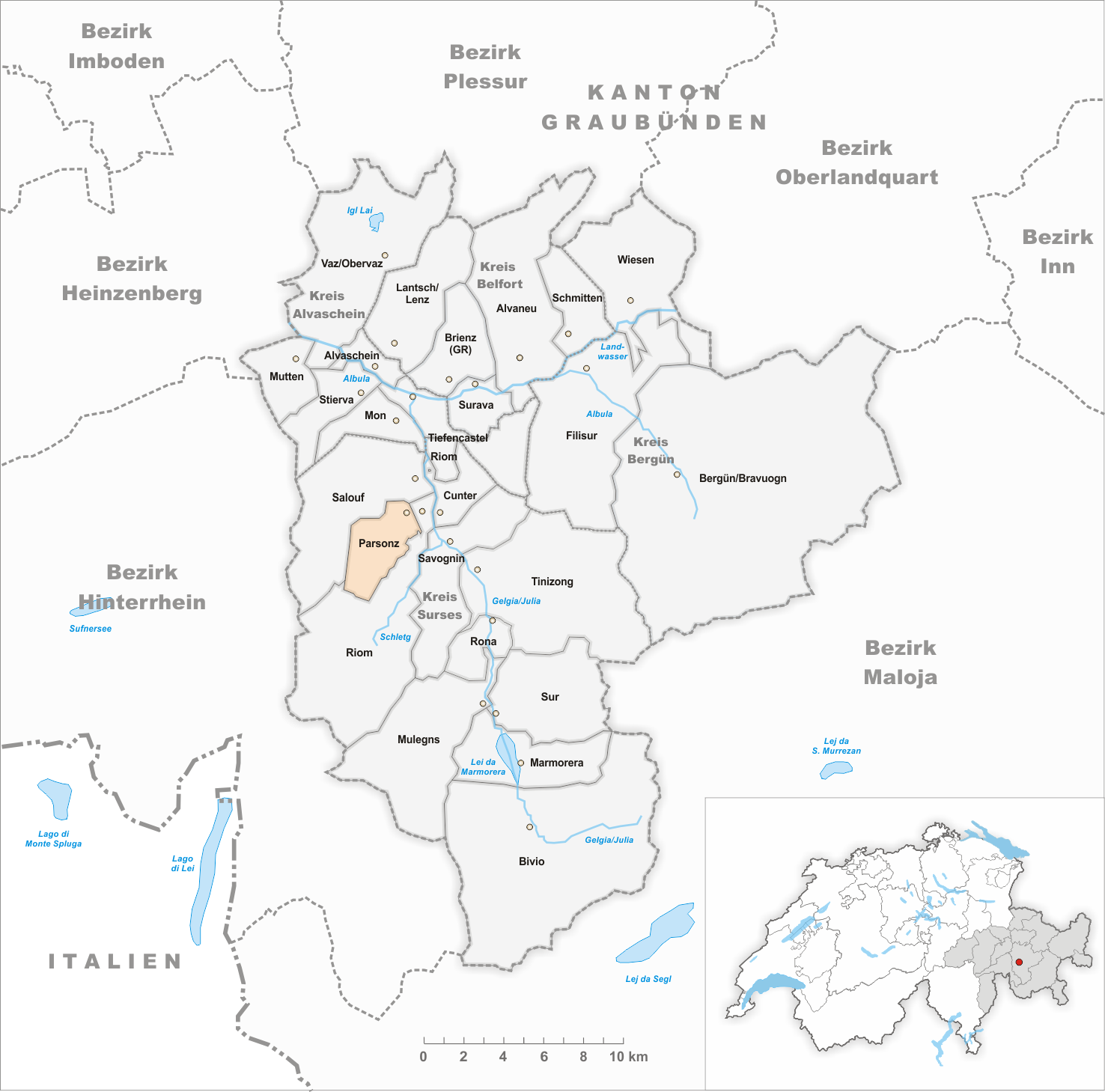
Gemeindestand vor der Fusion am 1. Januar 1979

Der Ort wurde 1156 als Presan erwähnt. Die Burg Rauschenberg wurde vermutlich durch die 1200 erwähnten milites der Reichenberg erbaut. Später gehörte sie den Dedual, die im 13. Jahrhundert bischöfliche Vasallen waren. Von der Burg, die noch 1617 erwähnt wurde, sind keine Spuren mehr vorhanden.
1475 wurde die Kapelle St. Nikolaus geweiht. Kirchlich gehörte Parsonz zu Salouf, dann von 1641 bis 1726 zu Riom. 1663 wurde die durch Kapuziner erbaute barocke Kirche mit einem bemerkenswerten Chorgestühl und Malereien eingeweiht und 1969 restauriert. Zu Parsonz gehört das alte Meiergut Salaschigns mit der 1508 erwähnten Kapelle St. Bartholomäus.
Mit der Entwicklung des touristischen Zentrums Savognin ab 1950 gab es eine Verlagerung von der Landwirtschaft in den Dienstleistungssektor. Mit Riom besteht seit 1969 und mit Cunter seit 1977 ein Schulkonsortium. Parsonz besitzt einen romanischsprachigen Kindergarten.

## Wappen
| Wappen von Parsonz | Blasonierung: «In Rot drei goldene (gelbe) Kugeln (1,2) überhöht von einer silbernen Bischofsmitra mit goldenem Besatz und gold-silbernen Behängen» |
| Wappen von Parsonz | |

## Bevölkerung
| Jahr      | 1850 | 1900 | 1970 |
| --------- | ---- | ---- | ---- |
| Einwohner | 123  | 113  | 81   |

## Verein
- Uniun da Giuventetna Riom Parsonz Cunter (Jungmannschaft Riom-Parsonz-Cunter)[2]

## Sehenswürdigkeiten
- Die Katholische Pfarrkirche St. Nikolaus[3]